# Greensboro (Pennsylvanie)
Greensboro est un borough situé à l'est du comté de Greene, en bordure de la rivière Monongahela, en Pennsylvanie, aux États-Unis,. En 2010, il comptait une population de 260 habitants. Fondée en 1781, la localité est baptisée en mémoire du major général Nathanael Greene. Le borough est incorporé le 13 janvier 1879.

## Démographie
Lors du recensement de 2010, le borough comptait une population de 260 habitants. Elle est estimée, en 2019, à 252 habitants.

### Source de la traduction
- (en) Cet article est partiellement ou en totalité issu de l’article de Wikipédia en anglais intitulé « Greensboro, Pennsylvania » (voir la liste des auteurs).